# Kufstein
Kufstein er en by i det vestlige Østrig med 19.126(2023) indbyggere. Byen ligger i delstaten Tyrol, ved bredden af floden Inn, og tæt ved grænsen til nabolandet Tyskland.
I Kufstein findes et stort fort, som menes at være blevet opført i det 13. århundrede.